# Reprisal (série télévisée)
Reprisal est une série télévisée américaine créée par Josh Corbin et mise en ligne le 6 décembre 2019 sur Hulu.
Cette série est inédite dans tous les pays francophones.

## Synopsis
Une femme laissée pour morte revient se venger au sein du gang qui a essayé de la tuer.

## Distribution
- Abigail Spencer : Katherine Harlow / Doris Quinn
- Rodrigo Santoro : Joel Kelly
- Mena Massoud : Ethan Hart
- David Dastmalchian : Johnson
- Rhys Wakefield : Matty
- Madison Davenport : Meredith Harlow
- Lea DeLaria : Queenie
- Rory Cochrane : Burt
- Ron Perlman : Big Graham
- Craig Tate : Earl
- Wavyy Jonez : Cordell
- Shane Callahan (en) : Bru

## Production
Le 18 juin 2018, Hulu annonce la création de la série . 
Le 7 août 2018, Abigail Spencer rejoint la distribution pour le rôle titre.
La série a été tournée à Wilmington, en Caroline du Nord.

## Épisodes
1. The Tale of Harold Horpus
2. A Flintlock & A Hound
3. The Emboldened Conflict
4. On the Principles of Horsehound
5. The Tiniest Battle
6. For Love of the Archipelago
7. 25 or 6 to 4
8. The Horse Cabbage Heart
9. dammit
10. The Horpus Horrendous